# Scream of the Shalka
Scream of the Shalka (Le cri des Shalkas) est une mini-série animée en flash, dérivée de la série de science fiction Doctor Who avec Richard E. Grant dans le rôle du Neuvième Docteur. Ce webcast est originellement sorti pour le 40e anniversaire de la série.

## Accroche
Le Docteur arrive dans un village du Lancashire, Lannet où les habitants sont en proie à la terreur depuis la chute d'une météorite trois semaines auparavant. Des créatures venues du sol, transforment les habitants en statues de lave.

## Distribution
- Richard E. Grant : Le Docteur
- Sophie Okonedo : Alison Cheney
- Conor Moloney : Dawson/ Greaves
- Andrew Dunn : Max
- Craig Kelly : Joe
- Anna Calder-Marshall : Mathilda Pierce
- Derek Jacobi : Le Maître
- Diana Quick : Prime
- Jim Norton : Major Kennet
- David Tennant : Le gardien

## Résumé
Le TARDIS se matérialise en 2003 l'intérieur du village de Lannet dans le Lancashire et le Docteur semble être forcé d'examiner les lieux. Le village est totalement silencieux et tout le monde semble vivre dans la peur à l'exception d'une jeune femme nommée Alison Cheney, la serveuse du bar du village. Le Docteur finit par retrouver une vieille dame sans-abri qui accepte de discuter avec lui avant d'être tuée par une force mystérieuse. Le sol s'ouvre et le TARDIS se retrouve sous Terre. Le Docteur fait irruption chez Alison et son petit ami Joe. Alison lui révèle que depuis trois semaines, des bruits étranges semblent provenir du sol et que des gens se retrouvent prisonniers dans la lave à cause de créatures qui surgissent en dessous d'eux. Le Docteur force alors les extra-terrestres à sortir du sol. Ceux-ci font un cri étrange que le Docteur reflète, ce qui cause leur explosion. Il fait aussi exploser une bombe qui détruit l'appartement du couple, mais devrait selon lui neutraliser les extra-terrestres.
Le Docteur contacte UNIT afin de récupérer son TARDIS et afin qu'ils se débarrassent des extra-terrestres. Toutefois, ceux-ci ont proliféré dans le sous-sol et se nomment eux-mêmes les Shalkas. Le Docteur rencontre leur reine, Prime, qui dit sa race supérieure à celle des humains et affirme qu'elle compte envahir la surface bientôt. Alors que le Docteur se dit non-intéressé par le sort des humains, Prime, qui a capturé Alison, menace de l'exécuter, ce qui pousse le Docteur de faire un marché avec Prime. Il l'autorise à rentrer à l'intérieur de son TARDIS, après avoir désactivé un androïde sous la forme du Maître qui les empêchait de passer. Toutefois Prime ne voit pas l'intérêt d'utiliser le vaisseau du Docteur. Prime amène le Docteur face à un vortex se trouvant sous terre, dont elle se sert afin de ramener des troupes supplémentaires et le pousse à l'intérieur.
Alors qu'il pense mourir, le Docteur se rend compte qu'il est toujours en liaison avec son TARDIS via son portable et l'invoque. Il revient alors dans les locaux d'UNIT et apprend qu'un Shalka a été capturé. Ceux-ci ne semblent pouvoir vivre que dans un milieu pauvre en oxygène, et le Docteur découvre que tous les gens de Lannet souffrent de problèmes de gorge. À la suite d'un signal des Shalkas, tous se retrouvent à se rendre contre leur volonté dans une zone hors de la ville. Ils sont guidés par Alison auquel les Shalkas ont implanté une version miniaturisée de l'un d'entre eux à l'intérieur de son crâne. Le Docteur arrive à temps pour lui ôter le shalka du crâne. Le Docteur apprend d'UNIT que de nombreuses personnes à travers des points stratégiques de la Terre, se retrouvent, guidés contre leur volonté et que les Shalkas utilisent leurs cris pour altérer l'atmosphère terrienne, supprimer l'ozone et la rendre respirable pour eux. Ceux-ci se rendent dans des mondes pollués ou abandonnés afin d'en faire leurs nouveaux habitats.
Le Docteur avale le petit Shalka qu'il avait retiré de la tête d'Alison et s'en sert pour le reprogrammer. Il se connecte au réseau des Shalkas et comprend leur langage. Il s'engage alors dans un duel sonique avec sa voix contre celle de Prime et réussit à la renvoyer dans son vortex. Avec l'aide d'Alison, il permet aux cris des Shalkas de changer et à l'atmosphère de redevenir respirable. À la suite de l'effort, Alison s'évanouit. Lorsqu'elle se réveille dans le TARDIS, le robot-Maître lui apprend que le Docteur a fait de nombreuses choses qu'il regrette et que cela fait longtemps qu'il n'a pas eu de compagnon humain pour l'accompagner. Alison finit par dire au revoir à Joe qu'elle quitte et à partir avec le Docteur dans le TARDIS.

### Continuité
- L'incarnation du neuvième Docteur par Richard E.Grant, que les fans appellent le « REG Doctor » ou le « Shalka Doctor », est réapparu par la suite dans une nouvelle en ligne nommée The Feast of the Stone (Le banquet de la pierre) par Cavan Scott et Mark Wright. Il se compare à un chat qui aurait perdu ses neuf autres vies.
- Pour une raison inconnue, ce Docteur possède un robot dont la forme et la personnalité est celle du Maître dans sa première incarnation.
- On peut voir un dossier d'UNIT avec l'image du Docteur.
- Le Docteur arrive à retrouver le lieu où il se trouve en humant l'air, une chose que le premier Docteur faisait dans l'épisode de 1963 « The Time Meddler. » Le dixième et le onzième Docteur semblent aussi avoir la même capacité.
- Le TARDIS bip comme une voiture dont on met en route l'alarme, une chose que refera le dixième Docteur au début du double épisode « La Prophétie de Noël. »
- Le Docteur utilise son tournevis sonique pour transformer son téléphone portable en porte d'entrée dans le TARDIS.